# この世界の片隅に (映画)
『この世界の片隅に』（このせかいのかたすみに）は、2016年公開の日本の長編アニメーション映画。こうの史代の同名漫画を原作に、片渕須直が監督と脚本を務めた。制作はMAPPA、配給は東京テアトル。2016年11月12日に日本国内63館で封切られた後、公開規模を累計484館（2019年10月31日時点）まで拡大し、2019年12月19日まで1133日連続でロングラン上映された。この記録は、日本国内の映画館における中断日のない連続上映としては洋画・邦画含めて史上最長である。累計動員数は210万人、興行収入は27億円を突破し、ミニシアター系作品としては異例のヒットを記録した。また公共ホールなど約450の会場で上映会が行われ（2018年1月時点）、日本国外では世界60以上の国と地域で上映される。

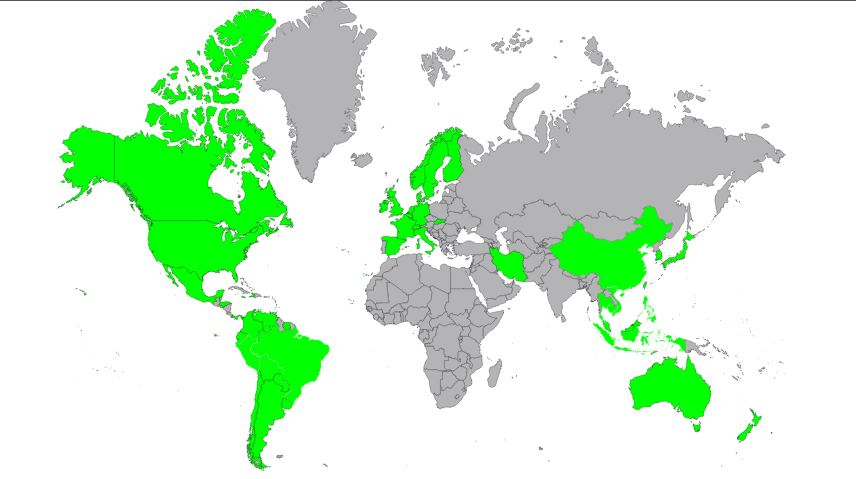
上映国

本作品は第90回キネマ旬報ベスト・テン日本映画第1位、第40回日本アカデミー賞最優秀アニメーション作品賞、第41回アヌシー国際アニメーション映画祭長編部門審査員賞、第21回文化庁メディア芸術祭アニメーション部門大賞などを受賞した。監督の片渕は、第90回キネマ旬報ベスト・テン日本映画監督賞、第59回ブルーリボン賞監督賞、第67回芸術選奨文部科学大臣賞などを受賞。またチームとして第65回菊池寛賞を受賞した。
映画のヒットを受け、2019年12月20日に約40分の新規場面を追加した長尺版の『この世界の（さらにいくつもの）片隅に』が公開された。さらにこれと関連して、ドキュメンタリー映画『〈片隅〉たちと生きる 監督・片渕須直の仕事』が同年12月13日に公開された。

## 概要
昭和19年（1944年）に広島市江波から呉に18歳で嫁いだ主人公すずが、戦時下の困難の中にあっても工夫を凝らして豊かに生きる姿を描く。
片渕須直は、前作『マイマイ新子と千年の魔法』制作に協力した防府市文化財郷土資料館の館長から勧められたのがきっかけで『この世界の片隅に』と出会う。そのアニメ化を熱望した片渕は、その思いをしたためた手紙と自作『マイマイ新子と千年の魔法』のDVDを原作者・こうの史代へ送った。片渕の監督プロフィール欄にテレビアニメ『名犬ラッシー』を見つけたこうのは、片渕の名前とそれが「大きな事件は起こらず、飼い主ジョンとラッシーが遊ぶ日々が続く。自分もいつかこんな物語を描きたい」と思った作品だったことを思い出した。片渕がかつて作った作品を自分の道標の一つとして感じていたこうのは、この企画は「運命」と喜び、この手紙を枕の下に敷いて寝たという。 
2015年3月9日からクラウドファンディングを開始し、当初目標の2000万円を8日後の3月18日午前2時50分に達成。最終的に5月末まで日本全国47都道府県3374人の支援者から、3912万1920円の支援金を集めた。支援者数は国内クラウドファンディングの過去最高人数で、支援金額も映画部門では国内最高記録であった。時折「クラウドファンディングで制作費を調達した作品」と報道されることがあるが、これは間違いで、クラウドファンディングで資金を集めたのは、あくまで制作の足掛かりとなるスタッフの確保や出資者や配給会社に向けた宣伝用パイロット・フィルムを作成するためである。

## あらすじ
1944年（昭和19年）2月、18歳のすずは広島から軍港のある呉の北條家に嫁ぐ。戦時下、物資が徐々に不足する不自由さの中、すずは持ち前の性格で明るく日常を乗り切っていたが、翌年の空襲によって大切なものを失う。広島への原子爆弾投下、終戦。それでもすずは自分の居場所を呉と決め、生きていく。

## 原作との相違点
映画は原作と以下のような相違点がある。
- 物語冒頭、幼少のすずが海苔を届ける途中で人さらいと遭遇するエピソードの時期が「昭和9年1月」から「昭和8年12月」へと早められた[84][85]。映画では演出プラン練り直しなど種々の経緯を経てこのエピソードの時期を昭和8年12月に設定したという[84]。映画ではクリスマス商戦で賑わう街の様子が描かれているが[85]、この年はクリスマスイブ前日の12月23日に皇太子の誕生という出来事があり[85][84]、その日から年明けまでは祝賀ムードが続いていたはずであることから[84]、物語冒頭のエピソードはそれ以前の日付であると設定された[85][84][注釈 1]。
- 映画では嫁と小姑の関係にあるすずと径子の対比を主軸として、原作における主要な登場人物であった遊女のリンの登場場面が少なくなっており[86][87][88]、周作、リン、すずの三角関係にまつわるエピソードが描かれない[89][90]。これに伴い、原作においてすずとリンの再会を仲立ちする遊女のテルの登場場面は1カットのみとなり、台詞はない。ただし、すずの回想で名前が言及される場面があり、また原作ではテルの死後、リンを通じてすずに手渡されたことになっている遺品の艶紅を、映画でもすずが所持している描写がある[90]。
- 映画では、女性の目線から描かれた原作を補う形で、艦船や戦闘機といった兵器のディテールや男性の登場人物の想いなど、男性的な目線の描写を追加したものになっている[91][92]。劇中の昭和20年3月（原作第26話）における最初の呉軍港空襲で、円太郎がすずと晴美を庇って伏せる場面では、米軍機と空中戦を繰り広げる紫電改に搭載された誉エンジンに対する、円太郎の思い入れを語る台詞が追加されている[92]。また映画のこの場面では、すずが戦争の光景に見とれ、すずの想像の中でカラフルな爆煙が絵筆を用いて表現されるという、モノクロで描かれた原作にはない描写があるが、これも当時の軍艦の高角砲には識別のための着色弾が混じっていたという史実を踏まえたアレンジである[93][88]。
- 日本の敗戦を伝える玉音放送を聞いたすずが激昂して家を飛び出した後、掲げられた太極旗を見て泣き崩れる場面の台詞が変更されている[86][94][95][87][88]。原作第39話では、すずは自分たちの信じていた正義が失われたと感じ、他国を暴力で従えていたからこの国は暴力に屈するのかと独白するが、映画では、自分は海の向こうから来た米や大豆で出来ているから暴力に屈しないといけないのかと独白する。これについて片渕は、当時の日本の食料自給率が高くなく、海外から輸入される穀物に頼らざるを得なかった状況があり、原作と同じようなことを語るのに、ずっと炊事をやってきた生活人のすずが食料に絡めて反応をしたほうが彼女らしくていいと思ったと述べている[86][95]。「#反戦映画としての評価」も参照。関連する描写として、すずが闇市を訪れる場面では、モブキャラクターが台湾米のことに言及する、原作にない台詞が追加されている。

なお原作と映画の差異について、人間行動学者で早稲田大学文学学術院教授の細馬宏通が著書『二つの『この世界の片隅に』-マンガ、アニメーションの声と動作-』に記しており、その連載（全18回）をウェブで閲覧することが出来る。

## 登場人物・声の出演
北條 すず
声 - のん
本作品の主人公。旧姓浦野。広島市江波の海苔梳きの家で育ち、のちに呉の北條家に嫁ぐ。絵を描くことが得意。
原作のすずが、内向的だが女の情念を秘めた大人の女性という意図で描かれていたのに対し、映画では少女と大人の境界線上で揺れる、素直だが芯のある女性という解釈で描かれている。一方で原作における、一見地味な作風ながらもすずの女性としての魅力や色っぽさが描かれているという要素は、映画でも重視された。
劇中ではハゲがあるという設定であり、ハゲについて言及している人物は、すみ・周作・晴美。そのため、結構目立つハゲであると思われるが、劇中ではどの辺りにハゲがあるのかは確認できない。
北條 周作
声 - 細谷佳正
すずの夫。呉鎮守府の軍法会議録事（書記官）。武官転属後の階級は一等兵曹。
子どものころに広島で一度だけすずに逢ったことがある。
原作の周作は勉強家であれど堅物ではないが、映画版では秩序を重んじる生真面目な青年として描かれている。また周作の昭和20年10月からの出張は原作では「反乱軍の制圧のため」で命がけの任務であるが、映画版では武官に転属となり、出張時に軍服を着用しつつも軍事訓練によって3ヶ月は帰れない旨が語られる以外は服務内容が詳しく語られない。
水原 哲
声 - 小野大輔
小学校時代のすずの幼なじみ。すずとは互いに憎からず想う間柄であったが結ばれず、のちに志願兵として海軍に入隊し、重巡洋艦「青葉」の乗員としてすずと再会する。
映画では、兄の七回忌で江波に帰っていた際、すずに結婚を申込むため浦野家を訪れた帰りの周作と円太郎に電停への道を尋ねられ、わざと江波山の方角を案内して道に迷わせたことが語られており、見合いをせずに逃げ出したすずが、江波山で周作と邂逅するきっかけとなっている。
タバコは『光』を吸っている。
黒村 径子
声 - 尾身美詞
周作の姉。結婚して家を出ていたが、時計屋を営んでいた夫キンヤの病死後、建物疎開によって黒村家が下関に引っ越すことを機に離縁、黒村の跡取りである息子の久夫を下関に残し、娘の晴美ともども北條家に戻ってきた。
黒村 晴美
声 - 稲葉菜月
径子の娘。兄の久夫に軍艦の名前を教えてもらっており、幼いながらすずより軍艦の知識に詳しい。母とともに北條家に同居し、すずに懐いている。
浦野 すみ
声 - 潘めぐみ
すずの年子の妹。女子挺身隊として工場に動員されている。
北條 円太郎
声 - 牛山茂
周作の父（すずの舅）。広海軍工廠技師。開戦後は第11海軍航空廠の発動機部に勤務している。
映画では原作の設定を史実上の第11海軍航空廠発動機部の状況と突き合わせ、1945年3月19日の呉軍港空襲で米軍機の迎撃に向かった紫電改に搭載されている誉エンジンの最終試験を担当していた技師である、という設定がされている。
北條 サン
声 - 新谷真弓
周作の母（すずの姑）。足を痛めているので普段は安静にしているが、瓶づき精米など座ってできる家事は手伝っている。
なお、新谷は広島出身で、キャスト用の広島弁ガイド収録も担当。サン役に決まる以前に本作品の全台詞を録音している。
白木 リン
声 - 岩井七世
呉の朝日遊廓「二葉館」の遊女。すずと同じく広島の出身。闇市での買い物帰りに道に迷ったすずと偶然知り合う。
原作では、馴染みの客が周作で、結婚まで考えていたという過去が示唆され、そのことですずを後々まで悩ませるが、映画では多くが語られない。絵コンテの段階まではリンにまつわるエピソードを盛り込むことも予定されており、原作第18話においてすずが周作とリンの関係に気がつくきっかけになった、裏表紙の一部が切り抜かれたノートを手に取る場面も映画で描かれているものの、そこからすずが二人の関係に思い至る描写とその先の展開が描かれない。これらの展開は、もし映画の企画段階で十分な予算があれば、本編に盛り込まれていたはずの内容であるとされる。
なお、エンディングロールの終盤でクラウドファンディングの支援者一覧が列挙される箇所では、原作第41話で描かれたリンの生い立ちが描かれており、森田家の座敷童子がリンであったこと、周作のノートから切り抜かれた裏表紙で作った名札のことも描写されている。
浦野 十郎
声 - 小山剛志
すずの父。かつては海苔養殖に従事していたが、海の埋め立てにより廃業し、埋立地に建てられた工場に勤めている。
浦野 キセノ
声 - 津田真澄
すずの母。娘を大事にしている。
浦野 要一
声 - 大森夏向
すずの兄。腕白ぶりから恐れられる、通称「鬼（おに）いちゃん」。真面目であるが、それゆえ妹たちには非常に厳しく、ちょっとしたことでもすぐに殴るなど粗暴な面が目立つ。
陸軍軍人としてニューギニアに出征していたが戦死の知らせが届く。しかし、届けられた骨壺に入っていたのは遺骨ではなく、拳ほどの大きさの石ころ一つであったため、家族は戦死を実感できずにいた。
原作で描かれた劇中漫画「鬼イチャン」のエピソードは、映画では終盤、原爆症に伏せる妹すみとの会話の中で言及されている。
森田 イト
声 - 京田尚子
すずの祖母。広島県西部の古江から嫁ぎ、草津に住む。
マリナ
声 - 目黒未奈
すずの叔母。母と同居し夫妻で草津で海苔梳き業を営んでいる。夫（森田の叔父）は10年8月を最後に登場しない。
千鶴子
声 - 池田優音
森田夫妻の娘（すずの従妹）。
小林の伯父・伯母
声 - 佐々木望（伯父）、塩田朋子（伯母）
すずと周作の仲人を務めた。昭和20年7月1日の空襲で自宅を無くし、以降北條家に同居することになる。
知多さん
声 - 瀬田ひろ美
近所の主婦で北條家と同じ隣保班。元看護婦。
刈谷さん
声 - たちばなことね
近所の主婦で北條家と同じ隣保班。夫につづき息子も出征することとなる。
堂本さん
声 - 世弥きくよ
近所の主婦で北條家と同じ隣保班。
ばけもん
声 - 三宅健太
物語冒頭と結末に登場。幼少時に広島の街中（中島本町）へとおつかいに出たすずと周作をさらおうとしたが、相生橋で逃げられる。原作では虚実の定まらない形で描かれていたエピソードだが、映画では、幼少のすずが自分の体験を元に、妹のすみに見せるために描いた紙芝居の中の出来事という体裁になっている。
原作の劇中漫画「鬼イチャン」では、戦死したはずの兄、要一のなれの果てという設定になっている。映画では物語の結末で再登場した際に、「鬼イチャン」のエピソードを反映してワニの入った篭を背負って登場しており、絵を描く右腕の負傷と共に喪失していたすずの想像力が不意に現れたと解釈できる描写になっている。
憲兵
声 - 栩野幸知
高台にある北條家の畑で海岸線と停泊中の軍艦を写生していたすずを「間諜行為」と叱責し、すずが愛用するスケッチブックを押収する。
なお、栩野はほかに闇市の老婆と玉音放送の声と、広島弁監修を担当している。
行進する女学生たち
声 - 荻野沙織、桜奈里彩、巴奎依、広瀬ゆうき、水希蒼（A応P）
下関に避難するために駅へ向かう途中のすずらの前で行進していた女学生たち。当時、大空襲に遭った女学生たちが海岸線近くの壕に避難したが、爆撃で壕が壊れ海水が浸入し、全員が溺死したという出来事があった。当時、中学生で、彼女たちを人工呼吸した男性から、映画化に際して彼女たちのエピソードを盛り込むように要望された片渕監督は、時間的な制約がある中で行進する姿を描き、悲劇を示唆させている。
女性アナウンサー
声 - 八木菜緒（文化放送アナウンサー）
原爆投下日、朝のラジオで情報を伝える。この件は事実であり、従来は男性アナウンサーが伝えていたが、戦況の悪化する中で寄せられた「男性の声だと危機感を煽りすぎる」という市民からの意見を取り入れ、女性アナウンサーが起用された経緯を基にしている。監督である片渕の解説によると、この件はNHK広島放送局の社史に記載されており、原爆投下当日の放送を担当したこの女性アナウンサーは原爆投下後、脱出に成功して生き延びたとのこと。なお、この女性アナウンサーの氏名は井沢幸世である。
駅の警官
声 - 澁谷天外（特別出演）
駅で手荷物検査をする警察の経済課員。要一の葬儀の帰り、呉駅で夫婦喧嘩するすずと周作を諌める。
広島の少女
声 - なし
原爆炸裂時に広島市街地に居たため、母親と共に被爆した少女。母親は右手を失い、ガラスの破片が多数突き刺さった状態で避難していたが、母親は途中で力尽きて死亡したため、彼女は戦災孤児となる。
母親と死に別れたあと、広島市街地で食べ物を探しながら懸命に生きてきたが、北條夫妻と出逢い、右手のないすずが母親の姿と重なり、すずに寄り添う。
北條夫妻が呉の自宅に連れ帰り、そのまま養女として北條家に迎え入れられる。
原爆炸裂時から北條夫妻と出逢うまでの長期間にわたって広島市街地に留まっていたものの、エンディングのくだりでは特に被爆の影響はみられず、すずと径子の2人を母として慕い、2人のために服を作って贈るなど、元気に過ごしている姿が描かれている。
以上の経緯から、本来なら役名が与えられても遜色ないだけの人物であるが、台詞が存在しないため、担当声優も居ない。（映画の終盤にて呉についた際「呉？」と喋るシーンがある）その関係からか、名前が明かされていない。

## スタッフ
- 原作：こうの史代『この世界の片隅に』（双葉社刊）
- 監督・脚本：片渕須直
- 音楽：コトリンゴ[97]
- 企画：丸山正雄
- 監督補・画面構成：浦谷千恵[112]
- キャラクターデザイン・作画監督：松原秀典
- 美術監督：林孝輔
- 色彩設計：坂本いづみ
- 動画検査：大島明子
- 撮影監督：熊澤祐哉
- 編集：木村佳史子
- 現像：IMAGICA
- 音響効果：柴崎憲治
- 録音調整：小原吉男
- プロデューサー：真木太郎
- 後援：呉市、広島市
- 助成：文化庁文化芸術振興費補助金[113]
- 法務：桶田大介
- 配給：東京テアトル
- 制作：MAPPA
- 製作統括：ジェンコ
- 製作：「この世界の片隅に」製作委員会（朝日新聞社、AT-X、Cygames、TBSラジオ、東京カラーフォト・ウィングス、東京テアトル、東北新社、バンダイビジュアル、双葉社、マック、MAPPA、ジェンコ）

## 音楽
片渕監督の前作映画『マイマイ新子と千年の魔法』（2009年）にコトリンゴが主題歌を提供していた縁で、まずコトリンゴのアルバム『picnic album 1』に収録されていた「悲しくてやりきれない」を本作品の予告編にすることが決まり、続いて本編の主題歌や劇伴もコトリンゴが手掛けることになったという。
以下はボーカル曲を劇中使用順に挙げる。
オープニングテーマ「悲しくてやりきれない」
作詞 - サトウハチロー / 作曲 - 加藤和彦 / 編曲 / 唄 - コトリンゴ
ザ・フォーク・クルセダーズの楽曲のカバーで、コトリンゴのアルバム『picnic album 1』に収録されたもののアレンジ。物語冒頭、幼少のすずが海苔を届けるために広島市中心部を訪れる場面で、原爆投下前における爆心地周辺の街並みを描写した後に流れる。特報や海外版トレーラーでは『picnic album 1』に収録されたバージョンが使用されている。
『picnic album 1』に収録されたバージョンは権利問題からそのまま映画に使うことができなかったものの、アレンジを作品の世界観やヒロインのすずのイメージに寄せたいというコトリンゴの意向が反映された。
挿入曲「隣組」
作詞 - 岡本一平 / 作曲 - 飯田信夫 / 編曲 / 唄 - コトリンゴ
劇中の時代に流布された曲。隣組にまつわるエピソードである原作の第4話では、展開に沿って1番から4番までの歌詞が全文引用されており、映画でも原作と同じ場面で実際の歌曲が流れる。原作では注釈として、楽曲の背景と共に、この曲が戦後のお笑い番組『ドリフ大爆笑』の主題曲の原曲でもある旨の解説があり、楽曲と共にコントのような展開が繰り広げられる。
主題歌「みぎてのうた」
作詞 - こうの史代・片渕須直 / 作曲 / 編曲 / 唄 - コトリンゴ
歌詞は原作最終話のモノローグが元になっており、作詞者として原作者と監督が名を連ねている。同様に原作最終話の場面で歌として流れる。
劇中においてすずの右手は、世の中と繋がる手段や、好きな絵を描くことで表現される想像力やユーモア、子供時代の想い出などを象徴する役割が与えられているが、すずは物語の途中から空襲による負傷で右手を喪失し、右手が象徴する過去からの自立を余儀なくされる。この楽曲はすずを見守る、（擬人化された）右手の歌という意味づけになっている。
歌詞の元となっている原作のモノローグは、擬人化されたすずの右腕から「いま此れを讀んだ貴方」に宛てた手紙という体裁になっており、劇中に登場するチェーンメール「幸福の手紙」を模した導入に始まり結びの挨拶で終わるが、原文そのままでは尺に収まらず、監督の片渕が詩を編集して最終的な形が決まった。
エンディングテーマ「たんぽぽ」
作詞 / 作曲 / 編曲 / 唄 - コトリンゴ
エンディングロールの途中で流れる。すずや、劇中にも登場するタンポポの綿毛をイメージした曲。制作に関わったスタッフの一覧と平行して、原作の結末の後日談となる、広島から孤児の少女を連れ帰った後のすずたちが明るく暮らしていく姿が描かれる。ここでは晴美の兄である久夫と、晴美・久夫の祖父（径子の義父）も登場する。

## 制作

### 映画制作まで
2010年8月、『マイマイ新子と千年の魔法』の次の作品はどうするかという話の中で、制作会社マッドハウス取締役社長（当時）の丸山正雄は、片渕が『この世界の片隅に』のアニメ化を熱望していることを知る。丸山が原作を出版する双葉社に確認したところ、実写化の企画もあるがアニメ映画化はそれとは分けて考えられるとの回答を得て、企画が決定した。
2012年8月17日、片渕がTwitterにて制作を発表、翌日より第一弾ポスターが広島県・山口県を中心に展開された。制作状況は、監督によってWEBアニメスタイルのコラムで連載された。また広島フィルム・コミッションは2011年からロケハン案内、資料収集、録音などの制作サポートを行った。片渕の熱意は周囲を感化し、広島を中心にアニメ化を望む声は高まっていった。
2013年、丸山は元マッドハウスの松尾亮一郎に制作の現場側のプロデューサーをやって欲しいと声をかける。
2013年1月、資金調達に苦しんだ丸山は、かつて『千年女優』などで共に仕事をした真木太郎プロデューサーに声をかける。真木はその依頼を引き受けることにした。しかし、監督の知名度がない上に前作の成績が芳しくなかったにもかかわらず、すでに完成していたシナリオや絵コンテのままなら上映時間2時間半で制作費4億円という相当大きなマーケットでやらなければペイできない作品になるということで、配給会社の反応はどこも鈍かった。
真木は戦略を変更し、10分×12本の連続ドラマを映像配信して、最後の部分だけ劇場で上映することを考えた。終戦70周年の2015年8月15日に終戦のシーンを配信することを狙ってソフトバンク、au、ドコモにプレゼンをしたが、どの会社も配信の権利は買ってやってもいいが制作費は出さないという姿勢だったので、交渉は失敗に終わった。
そこで真木は、もう一つの資金調達手段として考えていたクラウドファンディングを導入することにした。一歩間違えば詐欺と言われかねないクラウドファンディングの導入にあたり、真木たちはお金集めが目的なのか、それとも応援団をつくることが目的なのかを議論した。その結果、資金調達とパブリシティの内、後者のほうが重要だと考えた真木の戦略は、クラウドファンディングで話題作りをし、同時に出資企業を募って製作委員会を組成するというものだった。委員会組成には時間がかかるので、導入前に先立って真木の会社GENCOが出資して行うことにした。同時に製作費を40%カットして2.5億円に抑え、また尺が長いとお金が集まらないと片渕を説き伏せて上映時間も110〜120分を目標に150分ある絵コンテを30分カットしてもらった。集まった資金は、当初の目標金額2000万円を超えて3921万1920円を記録し（それでも制作費4億円にはほど遠い額である）、真木はそれで5分間のパイロット・フィルムを作成した。それにより「こんな短期間に大勢の人からお金が集まるんなら当たるんじゃないか」と出資者たちに感じてもらえ、パイロットフィルム自体がそれを見た人の心を打つことで、多くの支持者を生むことにつながっていった。
真木のもくろみは当たり、まず映画興行・配給・製作のほか、飲食店経営なども手掛ける老舗企業・東京テアトルが製作出資・配給・主幹興行を行うことを表明した。すると徐々に出資企業が集まり始め、東京テアトルが前年配給した『百日紅』に出資した縁から朝日新聞社が、続いてTBSラジオが応じ、さらにバンダイビジュアルが制作委員会に加わった。
2015年6月3日に製作委員会が正式に発足、丸山が設立した株式会社MAPPAの制作で劇場アニメ化されることが発表される。同日「『この世界の片隅に』を支援する呉・広島の会」が発足した。
全国公開作品ではあったが、全国規模の広告・TVスポット展開を行うような宣伝費の余裕は無く、また地上波テレビでのパブリシティ展開もNHKを除いて行えなかった。にもかかわらず、新聞、ラジオといったメディアがシニア層、ウェブでの盛り上がりが若い観客に届き、公開以来、週を追うごとに上映館の数も入場者数も興収も上昇する現象を見せ、ロングラン興行となった。
世界15カ国での海外配給が決まると、今度は監督が現地を訪問するための渡航・宿泊費用をクラウドファンディングで公募した。その結果、わずか2日間で目標額である1080万円を達成した。

### アニメーション制作
片渕は2010年5月から何度も深夜バスで広島に通い、後知恵を徹底的に排除した上で、多くの写真を集めたり、70年前の毎日の天気から、店の品ぞろえの変化、呉空襲での警報の発令時刻に至るまで、すべて調べ上げて時代考証をさらに重ね、原作の世界にさらなるリアリティを加えた。「理念で戦争を描くのではなく実感できる映像にしたかった」とディテールにこだわり、広島弁と呉弁の微妙なアクセントの違いから、高角砲の着色弾の色彩の再現のほか、劇中で登場する戦艦大和の入港、および艦上での手旗信号の内容も解読できるように作られている。
アニメーションの手法としては、人物の動作を緩慢に描き、動きの幅が小さな動作にも中割りの作画枚数を割くことで、嘘臭さのない生活感を表現することが試みられている。通常のリミテッドアニメでは、もっと動きにメリハリをつけて作画枚数を省略しつつ見栄えを良くする手法が用いられるが、本作品の作風には合わなかったため、敢えて手間のかかる表現が用いられた。また映画の後半、すずが空襲で目の前で家族の命を奪われ、自らも負傷して絵を描くための右手を喪失し生死の境をさまよう場面は、フィルムに直接傷を書き込んで作画するシネカリグラフィ（フィルムスクラッチ）と呼ばれる手法を模した表現になっているが、これはカナダの映像作家ノーマン・マクラレンの作品『線と色の即興詩』のオマージュで、原作漫画の該当場面で多彩かつ実験的な手法が用いられていることを踏まえた表現である。

### キャスティング
主人公のんの起用は、片渕がすずの非常に喜劇的な部分と繊細な内向性を持つキャラクターが絞られてくると思っていた矢先に『あまちゃん』を観て、イメージにぴったりと、のんにオーディションの参加を依頼。後日、のんから手紙で「私がすずさんをやりたい!」と気持ちが詰まった返事が来て、それを読み、映画を必ず完成させると決意した。収録は2016年7月下旬に始まり8月中ごろまで続いたが、のんは毎日、広島弁を収録した台詞とテープを聞き、友人との会話でも広島弁を使っていたという。のんの広島弁は違和感なく、すずに命を吹き込んだなど、称賛された。広島弁の指導はのんも含めて広島出身の北條サン役新谷真弓と呉出身の栩野幸知が行った。

## 公開
2016年10月28日に第29回東京国際映画祭にてワールドプレミアが行われ、同年11月12日に日本国内で封切られた。公開時のキャッチコピーは「昭和20年、広島・呉。わたしはここで生きている。」「日本中の想いが結集！100年先も伝えたい、珠玉のアニメーション」。
封切り日の公開館数は63館であったが、規模を徐々に拡大し、累計484館に達し（2019年10月31日時点。最大同時公開劇場数は301館（2017年2月18日～24日））、2019年12月19日まで1133日連続上映された（翌12月20日に『この世界の（さらにいくつもの）片隅に』が公開（後節参照）。）。2017年5月には、映画館以外でも全国各地の公共ホール、小学校から大学までの各種学校、野外などでの上映会が企画され、上映されるようになった。公共ホールなどでは2018年1月までに約450の会場で上映会が行われた。英語字幕版の上映も行われた。
ロングラン上映に関して、特に茨城県土浦市に所在する映画館『土浦セントラルシネマズ』は2017年2月18日からの上映開始であるものの、当劇場での上映だけでも連続上映日数が1035日を記録し、ファンからも一種の「聖地」として扱われており、片渕自身も当作品について語る際には土浦セントラルシネマズを引き合いに出すことが多い。なお『土浦セントラルシネマズ』は『この世界の（さらにいくつもの）片隅に』を公開初日から上映を開始することに伴って先作の上映を2019年12月19日で終了したため、連続上映日数が上述のように1133日で途切れることとなった。片渕の調査によれば、これは日本国内の映画館においては洋画・邦画含めて史上最長の連続上映記録であるという。
封切りから1年となる2017年11月12日以降の上映は、一般発売用ブルーレイディスク・DVDのために細かな作画や彩色など一部修正したバージョンに切り替えられた。なお、2017年9月6日に封切られたフランスの上映には、当初から同バージョンが使用されていた。

### 公開拡大の経緯
公開直前に開催された広島国際映画祭2016でヒロシマ平和映画賞を受賞したが、この時点ではマスメディアで扱われることはほとんどなかった。一方で、公開前の早い時期から試写後の反応で「本年度ナンバー1」との呼び声も上がり、多くの評論家・著名人・アーティスト・クリエーターから高い支持を受けていた。こうして迎えた公開初日には主要劇場で全回が満席となり、上映終了後には拍手が沸き起こった。配給元・東京テアトルの直営館であるテアトル新宿では1か月以上連日満席・立ち見となり（立ち見すら売り切れて札止めになるというあまりないことが続いたという）、同館の過去10年間の週間興収で最高記録を塗り替えた。一方で、地方の劇場ではガラガラのところもあり、宇多丸は作品の評判をきちんと広げる必要があると述べている。
映画.com発表のTwitterつぶやき数ランキングでは公開2週目で3万5000件超（前週比739%）を記録し、8週に渡って1位であった『君の名は。』を上回り首位に立った。本作品のSNSの拡散・口コミ効果について、NHKは「SNSによる口コミ効果が爆発的に広がっている作品」と紹介し、シネマトゥデイは「本作品の人気の沸騰ぶりは尋常ではない。事前に作品を観た著名人や批評家らが軒並み絶賛してネットに拡散」と分析した。アンケート調査では、鑑賞後に不特定多数へ向けてSNSなどに感想を投稿した割合が22.6%となり、他ヒット作の15%前後と比較して高いという結果が出た。

### 興行成績
興行成績は、小規模公開ながら初登場10位にランクイン。公開2週目は初週の興行収入・動員をさらに上回り、3週目・4週目もさらなる右肩上がりを記録。4週目には異例のジャンプアップとなる4位に浮上した。こうして公開初週から15週にわたり週末興行成績のトップ10入りを果たした。
その後、公開216日目となる2017年6月15日に累計動員数200万人を突破した。2018年11月12日時点の累計動員数は210万人、興行収入は27億円。これにより東京テアトル配給の劇場用映画としての史上最高記録を更新した（従来の記録は5.2億円）。
|                                | 動員数（万人） | 動員数（万人） | 動員数（万人） | 興行収入（億円） | 興行収入（億円） | 備考                    |
| 週末                           | 週末           | 累計           | 週末           | 累計             |                  | 備考                    |
| ------------------------------ | -------------- | -------------- | -------------- | ---------------- | ---------------- | ----------------------- |
| 1週目の週末 (11月12日・13日)   | 10位           | 3.2            | 3.2            | 0.47             | 0.47             | [ 176 ] [ 177 ]         |
| 2週目の週末 (11月19日・20日)   | 10位           | 4.0            | 11.7           | 0.57             | 1.63             | [ 178 ] [ 85 ]          |
| 3週目の週末 (11月26日・27日)   | 6位            | 4.4            | 22.0           | 0.65             | 3.06             | [ 179 ] [ 180 ] [ 181 ] |
| 4週目の週末 (12月3日・4日)     | 4位            | 4.6            | 32.8           | 0.68             | 4.51             | [ 182 ] [ 183 ] [ 184 ] |
| 5週目の週末 (12月10日・11日)   | 7位            | -              | 43.9           | 0.67             | 6                | [ 185 ] [ 186 ] [ 187 ] |
| 6週目の週末 (12月17日・18日)   | 10位           | -              | 52.1           | 0.45             | 7.08             | [ 188 ] [ 189 ]         |
| 7週目の週末 (12月24日・25日)   | 10位           | 3              | 60             | 0.45             | 8.2              | [ 190 ] [ 191 ] [ 192 ] |
| 8週目の週末 (12月31日・1月1日) | 9位            | 3              | -              | 0.37             | 9.37             | [ 193 ] [ 194 ] [ 195 ] |
| 9週目の週末 (1月7日・8日)      | 10位           | 5.7            | 86             | 0.77             | 11               | [ 196 ] [ 197 ]         |
| 10週目の週末 (1月14日・15日)   | 8位            | -              | 100.8          | 0.91             | 13.4             | [ 198 ] [ 199 ] [ 200 ] |
| 11週目の週末 (1月21日・22日)   | 7位            | 7              | 110            | 0.93             | 15               | [ 201 ] [ 83 ]          |
| 12週目の週末 (1月28日・29日)   | 9位            | -              | -              | 0.68             | 17.4             | [ 202 ] [ 203 ]         |
| 13週目の週末 (2月4日・5日)     | 7位            | -              | 144.7          | -                | 18.96            | [ 204 ] [ 205 ]         |
| 14週目の週末 (2月11日・12日)   | 8位            | 4              | 156.6          | 0.62             | 20.46            | [ 206 ] [ 207 ]         |
| 15週目の週末 (2月18日・19日)   | 9位            | -              | 166.7          | -                | 21.67            | [ 208 ] [ 209 ]         |
| 16週目の週末 (2月25日・26日)   | 圏外           | -              | 171.8          | -                | 22.35            |                         |
| 17週目の週末 (3月4日・5日)     | 圏外           | -              | 181.5          | -                | 23.57            |                         |
| 18週目の週末 (3月11日・12日)   | 圏外           | -              | 186.85         | -                | 24.24            |                         |
| 19週目の週末 (3月18日・19日)   | 圏外           | -              | 191.4          | -                | 24.82            |                         |
| 20週目の週末 (3月25日・26日)   | 圏外           | -              | 193.3          | -                | 25.07            | [ 210 ]                 |
| 2018年11月12日時点             | -              | -              | 210            | -                | 27               | [ 63 ]                  |

### 出来事
- 本作品の異例のヒットを受けて、2016年11月22日の東京株式市場では、東京テアトルの株価が急上昇。制限値幅の上限（ストップ高水準）となる前日比50円（38%）高の182円で取引を終えた[211]。
- 映画を通して呉に興味を持ったのん自身の提案により[212]、のんが作品の舞台である広島・呉市の映画ゆかりの地を巡る写真集を2016年12月16日に発売[212][213]。
- 青森市の映画館では、手違いで2016年12月30日上映回から約1か月半にわたって最終完成前のバージョン（背景の一部や色合い、エンドロールに流れる絵の数などが完成版と異なる）が上映されていたことがわかった。既に別の映画館で何度も鑑賞していたファンが気付き、片渕にTwitterで問い合わせたことから発覚した[214]。
- 監督の片渕は、観客との交流を全国各地で精力的に行っている。本作品の舞台挨拶は、公開274日目となる2017年8月12日に渋谷ユーロスペースで行ったものが100回目となった[215]。また本作品のBlu-ray/DVDの発売を記念して、リテイク版の上映中に片渕がライブで解説し、エピソードを語る上映会が2017年9月23日に立川シネマシティで[216]、同年10月9日に徳島ufotable CINEMAで開催された[217]。舞台挨拶は、2019年11月12日までに167回を記録した（海外、上映のないトークイベント、映画祭などの授賞式、また監督過去作での舞台挨拶は除く。）[218]。
- 本作品のヒットを受け、呉市は、主人公すずが嫁いだ北條家があったとされる場所を「すずさんに逢える丘」として整備する（2018年度に予定）[219]。北條家のモデルはこうのの親族宅で、今は更地になっているが、こうのがこの土地を呉市に寄贈していた[219]。
- 2018年7月24日、原作を同じくする実写ドラマ版（2018年7月期、TBS「日曜劇場」）がクレジットに「special thanks to 映画『この世界の片隅に』製作委員会」との表記を行ったのに対し、同委員会側は「当該ドラマの内容・表現等につき、映画に関する設定の提供を含め、一切関知しておりません」との発表を行った[220]。
- 2018年8月6日、のんが片渕、真木と共に広島を訪れ、西日本豪雨の被災者支援のため、映画の収益から義援金を広島県に贈った[221]。

### ネット配信
- 2017年5月10日、ネット配信サービスにおけるセルスルー（売り切り）形式またはレンタル形式での配信が開始された[222]。
- 2018年3月15日、Netflixにて定額制での配信が開始された[223]。
- Amazon Prime Videoの最も多く視聴された作品のランキングでは、2019年上半期のアニメ映画部門にて1位であった[224]。

### ディスク媒体
- Blu-ray特装限定版、Blu-ray通常版、DVDが販売された（バンダイビジュアル、2017年9月15日）[225]。
  - バンダイビジュアル（現：バンダイナムコアーツ）の代表取締役である川城和実によれば、2017年11月までに10万枚以上の売り上げを記録したという[226]。

### テレビ放送
- 2018年3月18日、日本映画専門チャンネル・日曜邦画劇場枠において、テレビ初放送された[227]。本編放送前後に片渕監督のインタビューも併せて放送。また、特設サイトも設けられた[228]。
- 2019年8月3日、NHK総合・地上波テレビ初放送[229]。本編上はノーカットで放映された。片渕須直監督によると、「地上波で、プライムタイムで、全国放送で、ということにこだわりました」[230]。放映前に片渕須直監督により「一か所だけ違うバージョン」であることが予告され、実際は第二EDがカットされ、その代わりにEDの最後から2番目のクレジット（監督名の直前）に「クラウドファンディングで支援してくださった皆様」とNHKで追加して放映された[231]。

- 2023年8月6日には、本作の舞台・広島への原爆投下78年を迎えることから、中国放送のローカル枠で放送された。

#### 視聴率
| 回 | 放送日       | 放送時間（JST）   | 放送局   | 視聴率 | 備考             | 出典            |
| -- | ------------ | ----------------- | -------- | ------ | ---------------- | --------------- |
| 1  | 2019年8月3日 | 土曜21:00 - 23:06 | NHK総合  | 8.3％  | 地上波初放送     | [ 229 ] [ 232 ] |
| 2  | 2020年8月9日 | 日曜15:50 - 17:56 | NHK総合  | 4.3％  |                  | [ 233 ] [ 234 ] |
| 3  | 2023年8月6日 | 日曜14:00 - 16:27 | 中国放送 |        | ローカル枠で放送 |                 |

### 日本国外

ロシアが軍事占領した地域の近くに位置するニコジ村では、2022年9月に国際交流基金の支援によって『この世界の片隅に』が上映された。（2022年9月6日）

日本国外へのセールスは、ロンドンに拠点を置くアニマツ・エンタテインメントが代理人を務める。英語版のキャッチコピーは『Torn apart by war. Brought together by love.』（戦争によって引き裂かれた。愛によって結ばれた。）。
劇場用に字幕版の他、タイ語、スペイン語（メキシコ）、スペイン語（スペイン）、ドイツ語、英語、フランス語、イタリア語、ロシア語の吹き替え版が制作された。
題名は、原題に対応する『In This Corner of the World』（英語）、『En este Rincón del Mundo』（スペイン語）、『Góc Khuất Của Thế Giới』（ベトナム語）、『Dans un Recoin de ce Monde』（フランス語）、『In questo Angolo di Mondo』（イタリア語）、『이 세상의 한구석에』（韓国語）、『U ovom kutu svijeta』（クロアチア語）、『V tomto kúte sveta』（スロバキア語）、『В этом уголке мира』（ロシア語）、『בפינה זו של העולם』（ヘブライ語）、『في هذا الركن من العالم』（アラビア語）、『A világ innenső végén』（ハンガリー語）、『Neste Canto do Mundo』（ポルトガル語）の他、アレンジを加えた『In This Corner of the World แค่วาดฝันให้โลกสวย』（この世界の片隅に／美しい世界をただ夢見て — タイ）、『謝謝你，在世界角落中找到我』（ありがとう、この世界の片隅にうちを見つけてくれて — 香港）、『謝謝你，在世界的角落找到我』（ありがとう、この世界の片隅にうちを見つけてくれて — 台湾）が付された。
エミレーツ航空の機内配信においては、すずの妹・すみが風呂に入るシーンの1カットがトリミングされている。
2016年11月22日、「映画『この世界の片隅に』の海外上映を盛り上げるため、片渕監督を現地に送り出したい」と題したクラウドファンディングが開始された。目標金額は1080万円であったが、開始して1日経たずに支援金額が約1500万円に到達し、新規の支援を控えてもらう異例の呼びかけが行われる中、最終的に約3200万円に到達した。この支援を受けて、片渕は、2017年2月にメキシコ、3月に香港、6月にフランス、7月に米国、9月に再びフランス、10月に韓国、11月と翌2018年2月に再び米国、3月にモロッコとフランスへ渡航し、現地の映画祭などの上映会で舞台挨拶を行うとともに、現地メディアからの取材に応じた。
2017年10月7日・8日、メキシコではCineteca Nacional（国立フィルムセンター）とすず役のErika Langaricaが、9月に発生した大地震の被災者を支援するためにチャリティ上映会を行った。
2018年3月15日、Netflixによるネット配信が世界28地域で開始された。

## 評価

### 観客による評価
第90回キネマ旬報ベスト・テンの読者選出日本映画ベスト・テン第1位／映画レビューサイトFilmarks（フィルマークス）の2016年満足度ランキング第1位（平均スコア4.39点／5点満点）／ぴあの2016年映画満足度ランキング第1位（満足度95.2点は歴代でも上位となる。）／Yahoo!映画「映画ファンが選ぶ！ベストムービー2017」の「泣ける」年間ランキング第1位および「切ない」年間ランキング第1位とそれぞれ発表された。映画.com発表のTwitterつぶやき数ランキングによれば、公開1週目の調査で満足度は98%であった。
劇場や地方紙などの一般投票によるランキング企画では、キネマ旬報シアター「スタッフ＆お客様が選ぶ2016年に観た映画ベストテン」第1位／新文芸坐ベストテン2016邦画第1位／2016京都シネマBEST10選出／長崎新聞「ファンが選ぶ映画ベスト3」（2016年11月～2017年10月）の日本映画第2位／佐賀シアターシエマ上映作品歴代1位（2017年12月実施）／高知新聞発表の第63回県民が選ぶ映画ベストテン日本映画第1位／シネマ尾道2017年ベストテン第1位／伊勢進富座2017年人気投票第1位／横浜シネマ・ジャック&ベティ2017年ベストテン第1位／山形のソラリス・フォーラム山形・フォーラム東根2017年公開作品ベストテン日本映画第1位／神戸元町映画館2017年他館上映作品第1位とそれぞれ発表された。
公式ファンブックが企画され、ちばてつや、高橋留美子、ヤマザキマリら総勢61名の漫画家が本作品への想いを漫画やイラスト、文章など、様々な形で表現する他、ユースケ・サンタマリア、東出昌大ら著名人や文化人が本作品への想いを寄稿文や対談、インタビューなどの形で表現するなど、合わせて総勢89名が同書に参加した。

### 批評家による評価
- 映画評論家の町山智浩は「野の花、雲、虫、画面の隅々、一瞬ごとに深い思いが込められ、観るたびに層がめくれて、新しい物語が見えてくる、何度でも観るべき映画」と評し、自身のラジオ番組で本作品を「2016年の“町山”大賞」（第1回町山大賞[273]）であるとした[274][275][276]。
- キネマ旬報は上野昻志、上島春彦、モルモット吉田の映画評を掲載し、それぞれ「世界の片隅で生きる一人の平凡な女性の戦中から戦後への暮らしが、普遍的な輝きを帯びて浮かび上がる」「水彩画的な画面のタッチと主人公の絵心がマッチして、極上の効果」「戦中が特別なのではなく、戦前も戦後も継続した時間にすぎないという忘却された自明の理を個人の視点から見事に映しだす。『火垂るの墓』と双璧の秀作が誕生」と評価、全員が満点となる星5つを付けた[277]。
- 映画監督の松江哲明は「いま生きている現実と地続きで戦争をイメージできる傑作」と評した[278]。
- ミュージシャンの大槻ケンヂは映画秘宝の連載コラムの中で「今までにないタイプの戦争映画ですね。これは文句なしの傑作」と評した[279]。
- 映画評論家としても活動するラッパーの宇多丸は、自身のラジオ番組で本作品を、普通に見て楽しい作品であると同時に帰る時にはドスンと来る、『となりのトトロ』と『火垂るの墓』の鬼の二本立て[注釈 18]を完全に融合した恐ろしい一本であり、日本映画史に残る大傑作となるのではないかと評し[170]、シネマランキング2016の第1位に選出した[281]。
- 芸術新潮は、日本アニメ誕生100周年を機に実施した、アニメに造詣の深い批評家30人の投票に基づく日本アニメ史上ベスト作品ランキング[注釈 19]において、本作品を第5位と発表した[282]。本作品の第5位は、映画作品の中では、最上位となる第4位の『AKIRA』（1988年）に次ぐ順位である[282]。
- 映画秘宝は、2019年5月号に平成の映画史を総括する「平成の傑作映画100！」特集を掲載し、本作品を平成映画ベスト10の第10位に選出した[283]。
- 一方で次のような否定的評価もある。メールマガジン『映画野郎』の副編集長・小川修司（じょ〜い小川）は同誌にて、「なるほど、これは小津安二郎や黒澤明、木下惠介、今村昌平、黒木和雄、中村登も同系統の実写作品を作っていたが、このポップな感覚は革命的である。悪い映画ではない」とした上で、「重い・不穏な映画特有の毒がまったくなく」「薬膳料理のような世界観がダラダラと2時間以上も展開する」「連続テレビ小説のような作りでもあり、テレビドラマが嫌いな者には退屈極まりない」と評し、本作品に2つ星（満点は5つ星）を与えた[284][285][286]。また映画芸術の発行人・編集長である荒井晴彦は第26回あきた十文字映画祭のチラシの裏面にて、自身が脚本や監督を務めた映画『共喰い』『この国の空』などと比較して、「相も変わらぬ戦争=被害映画、これはダメだと思った。庶民に戦争責任は無いのか。戦争で手を失った田中裕子が天皇の戦争責任を言う映画があり、戦時下の日常を描いた実写映画があり、加害を描いた映画もあったのに、もう忘れたのか。いま、客が一番悪い」と、作品のみならず、映画を鑑賞する観客の姿勢をも批判した[信頼性要検証]。なお本作品は、映画野郎の2016年ベストテンでは第2位[286]、映画芸術の2016年日本映画ベストテンでは第1位に選出された[287]。しかし映画芸術は翌2017年の選考より、全ての「アニメーション映画」をランキング対象外とすることを発表し、一部審査員が離反するなどの議論を起こした（映画芸術項を参照）[288]。

#### 日本国外
- メキシコの映画誌Cine PremiereのJulio Vélezは、本作品に満点である5つ星を与えて2017年ベスト映画第1位に選出し、「戦争による破壊を前にした苦闘と家族の価値についての奥深い物語を伝える映画。正真正銘の傑作」と評した[289][290][291]。
- イギリスの映画誌Total Filmは本作品に満点である5つ星を与え、「失われたものへの強烈な観念を呼び起こす、爆弾投下前の広島の精妙な肖像」と評した[292]。映画情報サイトHeyUGuysは本作品を「まさに胸が張り裂けるほど美しい、深遠で圧倒的な物語」と評した[293]。
- アイルランドの映画監督トム・ムーア（『ソング・オブ・ザ・シー 海のうた』（2014年））は「美しくて力強い、映画作りと手描きアニメーションの使い方 — 私の中にずっと残る作品」「驚くべき洞察に、アニメーションにしか為し得ない、巧妙で独創的なテクニックを結び付けた」と評した[294][295]。
- スペインの娯楽誌Hobby Consolasは、本作品に95点（2017年公開映画における最高点[296]）を与えて2017年アニメーション映画第1位に選出し[297]、「シンプルな外観を通して魅了する宝石である。実は全編にわたり途方もない感動と人生の教訓を秘めている」「あたたかく、エレガントで、喜びを与えるものである。要するに、傑作である」と評した[298]。映画誌El antepenúltimo mohicanoは本作品に満点である5つ星を与え、「そこには、きめ細やかな美しさを犠牲にすることなく、常に歴史的客観性を維持しようとする厳格さがある。日本の登場人物の閉鎖的視点を通して描かれるが、しかし同時に、表現されたものの普遍性により地理的な境界を超越し、タイトルに含有された双対性を成す」「アニメーション映画史上の画期的な作品であるとともに、映画一般という観点でも今年を代表する作品のひとつとなる」と評した[299][291]。
- ドイツの映画誌FilmdienstのJörg Gerleは本作品を「並外れた激しさがある」「戦争の恐怖を少しも誤魔化すことなく、漫画原作を印象派の詩情に満ちた心動かすアニメーションへ巧みに翻案する。この激しくて詩的なリアリズムは完璧な均衡を見つけ、心をかき乱すと同時に元気づけるものとなる」と評し[300]、2017年ベスト映画10作品のひとつに選出した[301]。
- 米国の娯楽業界誌Varietyは本作品を「戦争の破滅的な時流におかれた民間人の営みが詰まった、物憂げで郷愁を誘うタイムカプセル」と評した[302]。日刊紙Los Angeles Timesは「ごくありふれた状況に備わる魔法に光をあてる」「すずの物語は観る者と深く繋がり、映画の最後に手が振られると、私たちはまるで友人に対してそうするかのように思わず手を振り返したくなる」と評した[303]。映画批評サイトRotten Tomatoesは、本作品について集積した批評に基づいて「しばしば劇化の題材となる時代について、他に類を見ない地上の視座を提示する。手描きの美しいアニメーションによってさらに際立つ」とする総評を掲載するとともに、97%の肯定的評価に認証を与えた（Certified Fresh（新鮮認証）[注釈 20]）[291]。
- フランスの文化情報誌TéléramaのCécile Muryは「人生のように広大で慎ましく、この映画はあらゆるものを包み込む」「最も美しい、この世界の片隅のひとつ」と評し[304]、2017年の一目惚れ映画に選出した[305]。全国紙Le Mondeは「スペクタクル性を断固として拒み、日々の根気強さの中に、この世界の揺るぎない愛の秘密を見出す」「見逃してはならない」と評した[306]。映画情報サイトAlloCinéでは本作品に対して、Téléramaが満点である5つ星、Le Mondeが4つ星の他、映画批評誌Cahiers du CinémaとPositifがそれぞれ4つ星と5つ星、全国紙Libérationが5つ星を与えるなど、公開に際して掲載された21のメディア全てが4つ星以上の評価を与えた（平均スコア4.3/5は、2016年製作映画の第9位[307]）[308]。このほか、AFCAE（フランス芸術・実験映画館協会）が若年層カテゴリーの支援対象に選定[309]、日刊紙La Voix du Nordが約400作品の中から2017年ベスト映画20作品のひとつに選出[310]、娯楽情報サイトIGNフランスが2017年ベスト映画第5位に選出した[311]。
- イタリアの日刊紙Il Manifestoは「この主人公の空想的な捉え方は、言葉では言い表せない戦争の恐怖を＜正常化＞するものであるが、この正常化はほとんど真逆の効果をもって戦争の恐怖をあらわにする」「この片渕作品は本当にうれしい驚きであり、近年公開された戦時中を舞台にした長編映画の中で最も成功した作品のひとつである。長く語り継ぐことになる作品である」と評した[312]。
- オーストラリアの映画誌Filminkは、本作品に満点である20点を与えて2017年ベスト映画のトップ3作品のひとつに選出し、「映画作品という枠を超えている」「おそらく最大の勇気が示されるのは、生き残った人たちが日々ゆっくりと前に進むラストである。失われたものは元に戻すことができないが、生きている我々は生き続けなければならない。そして、もしかしたら生きているうちにある日、生きるに値する世界が訪れるかもしれない。我々でなければ次の世代に」と評した[313][314]。
- 中国の映画情報サイトMtime时光网は「このアニメをもって宮崎駿の引退を受け入れることができる」「結局のところ、罪と罰や善と悪についての歴史的結論はこの映画が語りたいことではなく、この映画の物語にあるのは政治化された視点ではなく完全に市民の視点である。歴史の節目に道徳上の判断を下すのではなく、普通の人々の情感と悲劇を真に表現するものである」と評した[315]。

### 映画賞・映画祭による評価
本作品は第40回日本アカデミー賞最優秀アニメーション作品賞、第90回キネマ旬報ベスト・テン日本映画第1位、第71回毎日映画コンクール日本映画優秀賞・大藤信郎賞、第21回文化庁メディア芸術祭アニメーション部門大賞を受賞するとともに、日本国外では第41回アヌシー国際アニメーション映画祭長編部門審査員賞、第19回富川国際アニメーション映画祭長編部門グランプリを受賞し、第45回アニー賞長編インディペンデント作品賞、第21回オンライン映画批評家協会賞アニメーション映画賞にノミネートされた。監督の片渕は、第67回芸術選奨文部科学大臣賞、第59回ブルーリボン賞監督賞、第90回キネマ旬報ベスト・テン日本映画監督賞などを受賞した。またチームとして第65回菊池寛賞を受賞した。
キネマ旬報ベスト・テンにおいてアニメーション映画が日本映画ベスト・テン第1位に選出されるのは、宮崎駿監督『となりのトトロ』以来28年ぶり2度目である。また、ブルーリボン賞、キネマ旬報ベスト・テンにおいてアニメーション映画の監督が監督賞を受賞するのは、それぞれ史上初である。
第67回芸術選奨は、本作品について「緻密な映像・音響設計で映画ならではの深い感動を観客に体験させる。すずや家族の慎ましい生活の細部、そして、時間的、空間的な距離感がリアルに迫る。戦争を知らない世代が戦争の恐怖とともに、世界の片隅にある何気ない日常の大切さ、そして希望までを観（み）る者に静かに感じさせる」、また片渕の業績について「綿密な取材と丁寧な作画で日本映画史に残る傑作を生み出した」と評した。
第31回高崎映画祭は、ホリゾント賞を監督の片渕と主演声優ののんに贈賞し、「時代を伝えること、世界を広げること、を可能にする懐の深い映画であった。企画・構成・演出・手法 あらゆる面で、この先の日本映画に一筋の光を照らした作品となった」「ゆったりと朗らかに発話するのんさん演じるすずに、私たちはその世界に心地よく誘われ、また諭された」と評した。
第71回毎日映画コンクールは、大藤信郎賞の贈賞について「全編、温かみのある水彩画風の美術世界と細やかな動きで彩られ、時に切り紙やフィルムに描くシネカリ技法のタッチを取り入れるなど、アニメーションでしか表現し得ない美しさと楽しさに満ちた、まさに絵に命が吹き込まれた珠玉作である」と評した。
第65回菊池寛賞は、「戦時下の広島・呉を舞台に、市井の日常を、緻密な時代考証と見事なアニメーション表現で活写。商業ベースに乗りにくいテーマを資金集めに苦心しながらも制作、大ヒットに結びつけた」と評した。
第22回AMDアワードは、本作品の制作に対して年間コンテンツ賞「優秀賞」を贈賞し、「クラウドファンディングの導入やSNSでの感動の広がりは新時代を象徴していた。大ヒットとなった実績とともに、その熱意とアイデアを高く評価」と評した。
第21回文化庁メディア芸術祭は、アニメーション部門の大賞を本作品に贈賞した。審査委員の横田正夫は、贈賞理由として次のように評した。

『この世界の片隅に』は、刺激的で動きの激しいアニメーションの多い中、日常動作に動きの美しさを見出している点で特筆すべき作品と思われる。肩に掛かる荷物の重さや、持ち上げる時の動作のように、日常の当たり前の、普通ならば何気なく見過ごしてしまうものに、その動作を行う個人の人格の表れを見せてくれている。そうした人格を持つ個人が、実は数多く存在し、日常のこまごまとしたことに、ささやかな喜びを見出している。食事の用意から近所付き合いなど、日常がごく平凡に過ぎてゆくことが大事なのだと教えてくれる。この教えが切実なものと感じられるのは、背後に戦争という現実があるからでもある。しかし翻ってみると、われわれの周辺には、大きな災害がいきなり襲い掛かってくることもある。『この世界の片隅に』の描いている現実は決して遠い過去のことではなく、まさに今の日本にもあり、かえってより切実となっているとも言えるのであろう。

### 受賞歴
| 発表年 | 賞                                          | カテゴリー等                           | 対象                                         | 結果       | 備考        |
| ------ | ------------------------------------------- | -------------------------------------- | -------------------------------------------- | ---------- | ----------- |
| 2016   | 広島国際映画祭2016                          | ヒロシマ平和映画賞                     | この世界の片隅に                             | 受賞       |             |
| 2016   | 第41回報知映画賞                            | 作品賞・邦画                           | この世界の片隅に                             | ノミネート | [ 注釈 23 ] |
| 2016   | 第41回報知映画賞                            | 監督賞                                 | 片渕須直                                     | ノミネート |             |
| 2016   | 第38回ヨコハマ映画祭                        | 2016年日本映画ベストテン               | この世界の片隅に                             | 1位        | [ 注釈 24 ] |
| 2016   | 第38回ヨコハマ映画祭                        | 作品賞                                 | この世界の片隅に                             | 受賞       | [ 注釈 24 ] |
| 2016   | 第38回ヨコハマ映画祭                        | 審査員特別賞                           | のん                                         | 受賞       |             |
| 2016   | WOWOWぷらすと的ベスト映画2016               |                                        | この世界の片隅に                             | 1位        |             |
| 2016   | 日本映画ペンクラブ選定ベスト5               | 日本映画部門2016年度ベスト5            | この世界の片隅に                             | 2位        |             |
| 2017   | 第31回高崎映画祭                            | ホリゾント賞                           | 片渕須直、のん                               | 受賞       | [ 注釈 21 ] |
| 2017   | 第90回キネマ旬報ベスト・テン                | 日本映画ベスト・テン                   | この世界の片隅に                             | 1位        | [ 注釈 25 ] |
| 2017   | 第90回キネマ旬報ベスト・テン                | 日本映画監督賞                         | 片渕須直                                     | 受賞       | [ 注釈 26 ] |
| 2017   | 第90回キネマ旬報ベスト・テン                | 読者選出日本映画ベスト・テン           | この世界の片隅に                             | 1位        |             |
| 2017   | 第90回キネマ旬報ベスト・テン                | 読者選出日本映画監督賞                 | 片渕須直                                     | 受賞       |             |
| 2017   | 映画野郎ベストテン                          | 2016年度ベストテン                     | この世界の片隅に                             | 2位        |             |
| 2017   | ぴあ映画生活ユーザー大賞2016                | 2016年度映画ベスト10                   | この世界の片隅に                             | 3位        |             |
| 2017   | 第71回毎日映画コンクール                    | 日本映画優秀賞                         | この世界の片隅に                             | 受賞       | [ 注釈 27 ] |
| 2017   | 第71回毎日映画コンクール                    | 監督賞                                 | 片渕須直                                     | ノミネート |             |
| 2017   | 第71回毎日映画コンクール                    | 女優主演賞                             | のん                                         | ノミネート | [ 注釈 28 ] |
| 2017   | 第71回毎日映画コンクール                    | 音楽賞                                 | コトリンゴ                                   | 受賞       |             |
| 2017   | 第71回毎日映画コンクール                    | 大藤信郎賞                             | この世界の片隅に                             | 受賞       |             |
| 2017   | 映画芸術日本映画2016ベストテン&ワーストテン | 日本映画ベストテン                     | この世界の片隅に                             | 1位        | [ 注釈 29 ] |
| 2017   | 映画秘宝ベスト&トホホ10                     | 2016年度映画ベスト10                   | この世界の片隅に                             | 2位        |             |
| 2017   | 映画秘宝ベスト&トホホ10                     | 2016年度HIHOベストガール               | のん                                         | 1位        |             |
| 2017   | 第26回東京スポーツ映画大賞                  | 作品賞                                 | この世界の片隅に                             | 受賞       | [ 注釈 30 ] |
| 2017   | 第26回東京スポーツ映画大賞                  | 主演女優賞                             | のん                                         | ノミネート |             |
| 2017   | 第59回ブルーリボン賞                        | 作品賞                                 | この世界の片隅に                             | ノミネート |             |
| 2017   | 第59回ブルーリボン賞                        | 監督賞                                 | 片渕須直                                     | 受賞       | [ 注釈 31 ] |
| 2017   | eAT 2017 in KANAZAWA                        | 金沢大賞                               | 片渕須直                                     | 受賞       |             |
| 2017   | Best 10 Cinemas in Sapporo 2016             | 日本映画ベスト10                       | この世界の片隅に                             | 1位        |             |
| 2017   | Best 10 Cinemas in Sapporo 2016             | 日本映画監督賞                         | 片渕須直                                     | 受賞       |             |
| 2017   | Best 10 Cinemas in Sapporo 2016             | 日本映画アニメーション賞               | この世界の片隅に                             | 受賞       |             |
| 2017   | Best 10 Cinemas in Sapporo 2016             | 日本映画特別賞                         | のん                                         | 受賞       |             |
| 2017   | おおさかシネマフェスティバル2017            | 日本映画作品賞ベストテン               | この世界の片隅に                             | 1位        |             |
| 2017   | おおさかシネマフェスティバル2017            | 音楽賞                                 | コトリンゴ                                   | 受賞       |             |
| 2017   | 第21回日本インターネット映画大賞            | 日本映画作品賞（ベストテン）           | この世界の片隅に                             | 1位        |             |
| 2017   | 第21回日本インターネット映画大賞            | 日本映画監督賞                         | 片渕須直                                     | 受賞       |             |
| 2017   | 第21回日本インターネット映画大賞            | 日本映画最優秀女優賞                   | のん                                         | 受賞       |             |
| 2017   | 第21回日本インターネット映画大賞            | 日本映画思い入れ作品賞                 | この世界の片隅に                             | 受賞       |             |
| 2017   | 第21回日本インターネット映画大賞            | 日本映画ベストインパクト賞             | 片渕須直、のん                               | 受賞       |             |
| 2017   | 第21回日本インターネット映画大賞            | 日本映画アニメ賞                       | この世界の片隅に                             | 受賞       |             |
| 2017   | coco賞2016                                  | 2016年ベストムービー                   | この世界の片隅に                             | 2位        |             |
| 2017   | 2016年度全国映連賞                          | 日本映画作品賞（ベストテン）           | この世界の片隅に                             | 1位        |             |
| 2017   | 2016年度全国映連賞                          | 監督賞                                 | 片渕須直                                     | 受賞       |             |
| 2017   | 2016年度全国映連賞                          | 女優賞                                 | のん                                         | 受賞       |             |
| 2017   | 第40回日本アカデミー賞                      | 最優秀アニメーション作品賞             | この世界の片隅に                             | 受賞       | [ 注釈 32 ] |
| 2017   | 第40回日本アカデミー賞                      | 優秀音楽賞                             | コトリンゴ                                   | 受賞       |             |
| 2017   | 第67回芸術選奨                              | 映画部門文部科学大臣賞                 | 片渕須直                                     | 受賞       |             |
| 2017   | 第22回AMDアワード                           | 優秀賞                                 | 真木太郎                                     | 受賞       |             |
| 2017   | 第11回声優アワード                          | 特別賞                                 | のん                                         | 受賞       |             |
| 2017   | 第11回声優アワード                          | 助演女優賞                             | 潘めぐみ                                     | 受賞       |             |
| 2017   | 第59回児童福祉文化賞                        | 映像・メディア等部門                   | この世界の片隅に                             | 受賞       |             |
| 2017   | 第41回日本カトリック映画賞                  |                                        | この世界の片隅に                             | 受賞       | [ 注釈 33 ] |
| 2017   | 第36回藤本賞                                | 特別賞                                 | 丸山正雄、真木太郎                           | 受賞       |             |
| 2017   | 第34回日本映画復興賞                        | 日本映画平和賞                         | この世界の片隅に                             | 受賞       |             |
| 2017   | 日本アニメーション学会賞2017                | 特別賞                                 | 片渕須直                                     | 受賞       | [ 注釈 34 ] |
| 2017   | 文化庁長官表彰                              | 国際芸術部門                           | 片渕須直                                     | 受賞       | [ 注釈 35 ] |
| 2017   | 第23回宮崎映画祭                            | 金のはにわ賞／アニメーション賞         | この世界の片隅に                             | 受賞       |             |
| 2017   | 第16回センス・オブ・ジェンダー賞            | 時を超える賞                           | この世界の片隅に（漫画および映画）           | 受賞       |             |
| 2017   | 第3回ジャパン・ツーリズム・アワード         | メディア部門 部門賞                    | 広島フィルム・コミッション                   | 受賞       | [ 注釈 36 ] |
| 2017   | 第3回JFCアウォード                          | 最優秀賞                               | 広島フィルム・コミッション                   | 受賞       |             |
| 2017   | ASIAGRAPH 2017                              | 創（つむぎ）賞                         | 片渕須直、真木太郎                           | 受賞       |             |
| 2017   | 第65回菊池寛賞                              |                                        | 映画「この世界の片隅に」に関わったチーム一同 | 受賞       | [ 注釈 37 ] |
| 2017   | 第25回キネコ国際映画祭                      | 日本作品長編部門グランプリ             | この世界の片隅に                             | 受賞       | [ 注釈 38 ] |
| 2018   | 第22回日本インターネット映画大賞            | 日本映画アニメ賞                       | この世界の片隅に                             | 受賞       | [ 注釈 39 ] |
| 2018   | 第17回東京アニメアワード                    | アニメ・オブ・ザ・イヤー部門グランプリ | この世界の片隅に                             | 受賞       |             |
| 2018   | 第8回ロケーションジャパン大賞               | 監督賞                                 | 片渕須直                                     | 受賞       |             |
| 2018   | 第21回文化庁メディア芸術祭                  | アニメーション部門大賞                 | この世界の片隅に                             | 受賞       | [ 注釈 22 ] |

上表記載の他、FM802「Ciao! MUSICA」のマサデミー作品賞、佐賀新聞の2016シネマベスト10第1位などメディアの企画でも評価を受けた。
| 発表年 | 賞                                               | カテゴリーなど                    | 対象             | 結果       | 備考        |
| ------ | ------------------------------------------------ | --------------------------------- | ---------------- | ---------- | ----------- |
| 2017   | 第14回ナバラ・アニメフェスティバル               | 観客賞                            | この世界の片隅に | 受賞       |             |
| 2017   | 第24回シュトゥットガルト国際アニメーション映画祭 | 長編部門特別賞                    | この世界の片隅に | 受賞       |             |
| 2017   | 第27回ザグレブ国際アニメーション映画祭           | 長編コンペティション              | この世界の片隅に | ノミネート |             |
| 2017   | 第41回アヌシー国際アニメーション映画祭           | 長編部門審査員賞                  | この世界の片隅に | 受賞       | [ 注釈 40 ] |
| 2017   | 第23回ロサンゼルス映画祭                         | ワールド・フィクション賞          | この世界の片隅に | ノミネート | [ 注釈 41 ] |
| 2017   | 第6回トロント日本映画祭                          | 審査員グランプリ                  | この世界の片隅に | 受賞       |             |
| 2017   | 第71回エディンバラ国際映画祭                     | 最優秀外国長編映画賞              | この世界の片隅に | ノミネート | [ 注釈 42 ] |
| 2017   | 第19回台北映画祭                                 | 観客選出トップ20                  | この世界の片隅に | 4位        | [ 注釈 43 ] |
| 2017   | 第66回メルボルン国際映画祭                       | 長編部門観客賞                    | この世界の片隅に | ノミネート | [ 注釈 44 ] |
| 2017   | 第19回富川国際アニメーション映画祭               | 長編部門グランプリ                | この世界の片隅に | 受賞       |             |
| 2017   | 第15回アニローグ国際アニメーション映画祭         | 長編部門審査員特別賞              | この世界の片隅に | 受賞       |             |
| 2017   | 第45回アニー賞                                   | 長編インディペンデント作品賞      | この世界の片隅に | ノミネート |             |
| 2017   | 第21回オンライン映画批評家協会賞                 | アニメ映画賞                      | この世界の片隅に | ノミネート |             |
| 2017   | 第21回S&P賞                                      | アニメーション部門                | この世界の片隅に | 受賞       |             |
| 2018   | 第3回ハワイ映画批評家協会賞                      | アニメーション映画賞              | この世界の片隅に | 受賞       | [ 注釈 45 ] |
| 2018   | 第3回ハワイ映画批評家協会賞                      | 外国語映画賞                      | この世界の片隅に | 受賞       |             |
| 2018   | 第13回ジャパンエキスポアワード                   | アニメ部門 金のダルマ賞（最高賞） | この世界の片隅に | 受賞       |             |
| 2018   | 第13回ジャパンエキスポアワード                   | アニメ部門 映画/OVAダルマ賞       | この世界の片隅に | 受賞       |             |
| 2018   | 第17回メクネス国際アニメーション映画祭           | 長編部門グランプリ                | この世界の片隅に | 受賞       | [ 注釈 46 ] |
| 2018   | 第27回パラグアイ国際映画祭                       | 観客賞                            | この世界の片隅に | 2位        |             |

### 公的認定など
- 文部科学省特別選定（対象：青年向き、成人向き、家庭向き）[72]
- 文部科学省選定（対象：少年向き）[72]
- 厚生労働省社会保障審議会児童福祉文化財特別推薦（対象：小学生以上・家庭・一般）[363]
- 映画倫理機構年少者映画審議会推薦作品[419]

## 各方面からの反応
本作品は、以下のように様々な分野の研究者などによる考察ないし議論の対象となっている。
- 人間行動学者である細馬宏通は、姉妹、虫たちの営み、食事の支度など様々な観点から本作品を考察し、「アニメーション版『この世界の片隅に』を捉え直す」と題して全18回にわたってウェブサイトに記事を掲載した[420]。
- 社会学者である宮台真司は、社会学的見地から「映画『この世界の片隅に』は我々の大規模定住社会が立ちゆかなくなる理由を示す」と論じた[421]。
- デザイン評論家である藤崎圭一郎は、すずが絵を描くことに焦点を当て、「映画『この世界の片隅に』を観ながら、絵を描くことの意味を考えてみる」と題した記事を公表した[422]。
- 民俗学者である畑中章宏は、民俗学の文脈で本作品を考察し、「『この世界の片隅に』は優れた“妖怪”映画だ！民俗学者はこう観た」と題した記事を公表した[423]。
- アニメーション評論家である藤津亮太は、映画は原作のストーリーを忠実に再現しつつも、突然の結婚によって少女でいられなくなったすずが、最終的に自分自身を見つけ直すに至るまでの物語として再構成されており、そうした構成を浮かび上がらせることを意図した台詞の変更やエピソードの追加が行われていると分析した[87]。

### 反戦映画としての評価
本作品、およびこうの史代の原作漫画に寄せられた評価の中には、「声高な反戦のメッセージ性がないからこそ素晴らしい作品である」「反戦作品ではない」「左翼的でないから良い」という趣旨のものも少なからずあった。こうした意見はネット上で交わされる言論に多く見られ、中沢啓治による漫画『はだしのゲン』のような、反戦をテーマにした従来の作品との比較の中で立ち現れることが多い。また、同様の評価は原爆投下後の広島を舞台にしたこうのの前作『夕凪の街 桜の国』に対しても寄せられている。一方、そうした意見に対しては少なからず反論もある。
コミュニスト・左翼を自称する漫画評論家の紙屋高雪は、こうのによる原作漫画を、反戦をテーマにした過去の漫画作品と比較することで「反戦漫画ではない」という言説を検証し、原作漫画について、過去の反戦作品で脈々と語られてきたテーマを「戦争による居場所の喪失」などといった独自の切り口で語り直したものと位置づけ、戦後日本の平和運動や反戦思想と無縁の作品ではないと評した。また、映画評論家の小野寺系は、本作品に対する「反戦映画でないから良い」というような一部の見解は、それまで戦争映画をあまり観たことがなかったような観客層が抱く「戦争映画はひたすら陰鬱で面白味のない作風で描かれているものばかり」という先入観によるものであるとし、木下惠介監督による1954年の映画『二十四の瞳』などを例に、戦争を俯瞰せず生活者の実感という目線で描くことや、そこにユーモアを交えること自体は古くから今まで数多くあるテーマであり、本作品を従来の戦争映画の流れに沿ったものであるとした。大衆文化研究者の森下達は原作漫画について、原作者のこうのが「紛れもない生活（ギャグ）漫画」と称していることを踏まえつつも、原作が日常に重きを置いていることは社会的な広がりを欠いていることを意味しないとし、戦争という大きな歴史の流れが、別々の人生を歩んできた登場人物たちを一様に巻き込み、日常を侵食していく様子を描いていることを指摘した。
映画では、終戦の日を迎えたすずが太極旗を見て泣き崩れる場面の台詞が原作から変更されており（詳細は「#原作との相違点」を参照）、原作では韓国併合のことを示唆する台詞であったものが、映画では輸入米の話になっている。監督の片渕は映画におけるすずの台詞を、自分が食べていた米が朝鮮米であることに思い至る描写で、日本の植民地支配について直接触れる台詞であるとしており、すずが泣き崩れるのも、今まで国を挙げての戦争を肯定していた自分を薄みっともなく思って泣いたのだという解釈で描いたと述べている。映画評論家の町山智浩によれば、終戦の前年は朝鮮半島では災害による大飢饉があったにもかかわらず、日本は朝鮮から希少な米を取り上げて本土へと送っており、すずの台詞にはそのような歴史的背景があるとしている。一方、映画では原作と比べて太極旗の意味が分かりにくいものになっており、産経新聞はこの場面を「原作通りに旗を出したが、そこに政治的な意図を込めたくなかった」のであろうと評した。監督の片渕は、映画版での台詞が植民地支配について触れるものであることに気がついてくれる人はあまりおらず、そこに言及してくれたのは町山くらいであったとも述べている。
終戦の日に掲げられた太極旗の描写について、観客の間では解釈を巡る論争があった。一方には、これをすずたちが住む呉でも在日朝鮮人が日本人と共に戦火に巻き込まれながら暮らしていたことを表すもので、植民地支配からようやく解放されたという意味で掲げたものだと解釈する意見がある。アニメ評論家の藤津亮太は、終戦の際に太極旗を掲げた家が、映画ではそれ以前の場面にも兵士を送り出す舞台として登場していることを指摘し、これを原作にあった「暴力で従えとった」というすずの台詞をさりげなく補完するものだと評している。『日本会議の研究』などの著作で知られ、かつて「レイシストをしばき隊」に参加した過去もある著述家の菅野完は映画について、「銃後の小市民」たちが戦争の被害者であると同時に加害者でもあるという、これまでの戦争を扱った従来の日本映画に欠けていた視点を鋭くえぐり出す作品であるとして高く評価した。一方、日本映画大学の准教授で在日韓国人の文化を専門分野とする社会学者のハン・トンヒョンは、原作は読んでいないとしつつも映画版の感想として、日本人の加害者性に関して何の伏線もなく登場する太極旗は、単なるエクスキューズ（言い訳）に留まるものであり、悪しきポリティカル・コレクトネスの例とも言うべき蛇足なものとして批判した。
他方、Twitterに寄せられた感想の中にはこの太極旗を、「在日特権を許さない市民の会」などが実在を主張している朝鮮進駐軍（＝朝鮮人による武装蜂起）に関連した描写として解釈し、それを「単なる（左翼的な）反戦作品ではない」理由に挙げて賞賛する意見もあった。このようなネット上の解釈を否定的に取り上げたニュースサイト『LITERA』の記者酒井まどは、徹底的な時代考証の元で制作された本作品が、ネット右翼が広めた朝鮮進駐軍なる真偽の怪しい陰謀論を採用するはずがないとし、原作にもあった太極旗の描写は、こうのの前作『夕凪の街 桜の国』に対して寄せられた「日本人の不幸しか描かれていない」という批判に対する回答であろうと推察した。なお本作品の原作漫画で戦争責任の問題がはっきり描かれていない理由について、原作者のこうの自身が語るところによれば、当時の人々を悪しざまに描けば、読者は「この時代の人はこういうことをやっているからダメなんだ」と他人事のように受け取ってしまうと考え、特定の誰かを糾弾する描写を排除したためであるとし、庶民が罪の意識も責任感も持たないまま簡単に戦争に転じていく様子を現代に伝える意図があったとしている。原作漫画で日本人による中国人や韓国人に対する差別が描かれていないのも、被差別者に対して優しい主人公を免罪符のように描けば、読者に対して「自分だけは悪くない」という逃げ道を与えてしまうことになるため、そのような描写を避けた結果であるとしている。
アニメ評論家でありインターネットと保守にまつわる問題も専門としている文筆家の古谷経衡は、中沢による漫画『はだしのゲン』を本作品と比較し、『はだしのゲン』における主人公・ゲンの主張は正論ではあるものの、原爆症を克服し社会と戦うゲンの姿があまりに超人的に描かれているために感情移入できず、他人事の主張として認識してしまうため、戦後教育を受けながらも戦争を美化して捉えているような層には主張が伝わらなかったと批判し、それに対して本作品の主人公すずは、自分たちと同じ皮膚感覚を持った人間として感情移入できるとして称賛した。漫画家・漫画評論家のいしかわじゅんは、『はだしのゲン』と本作品を二者択一で評価するような論調には違和感を感じるとしつつも、戦争の描き方としては対照的であるとした。いしかわは、『はだしのゲン』の場合は執筆当時の作者にとって戦争の記憶が生々しく、自身の戦争体験を咀嚼して作品に反映する余裕がなかったのに対し、本作品の場合は原作者のこうの自身が戦争を体験していなかったために、ストレートに主張をぶつけるような形で戦争を描くことこそできなかったが、それゆえに多くの人々に伝わる作品になったのだと分析した。一方、フランス文学者で漫画研究家の中田健太郎は、前述の本作における戦争責任の問題に関連したこうのの発言を引きつつ、『夕凪の街 桜の国』などのこうの作品が声高でない戦争批判に見えることは、戦争批判が控えめであることを意味せず、資料を駆使して作者自身が直接体験したことがない時代の人間像に迫り、敵と味方を分けて政治を論じるような安易な言説を潜り抜けて書くことこそが、こうのの作品全般における政治性であり、譲れない願いを込めた戦争批判なのだと評した。
漫画『ディエンビエンフー』などを手掛けた漫画家の西島大介は、原作者であるこうのとの対談の中で、原作漫画が「反戦」「平和」といったわかりやすい題材に加えて「戦争の面白さ」も扱っているとしつつも、それが空襲によって完膚なきまでに破壊されてしまう末路まで描いていることを指摘し、一周回って共感する部分が多いとした。こうのは西島との対談の中で、戦争の悲惨さだけを語っても悲惨な話が好きな人にしか伝わらず、人間が戦争に惹きつけられてしまう理由を描くには、戦争の魅力も同時に描かなければならないのだとした。テレビアニメ『機動戦士ガンダム』などを手掛けたアニメ監督の富野由悠季は、本作品の監督である片渕との対談の中で終戦の場面にも触れる中、主人公・すずの言動が戦争の窮状に伴って右翼的になっていくことを指摘しつつ、こうした状況は各国の戦争で見られるものであるとし、女性も男の論理をもって戦わざるを得ないという状況に至るまでの統治や国際関係について、考えたり議論したりする叩き台として優れた映画であると評した。

### 内容の普遍性
本作品は、産経デジタルが運営するオピニオンサイト『iRONNA』で「この作品の魅力をとことん語り尽くす」として取り上げられる一方、しんぶん赤旗で「主人公「すず」の健気さが胸に迫る作品」として取り上げられるなど、政治的スタンスを異にする各メディアから好意的に取り上げられた。日本国外では、上述したように、米国映画批評サイトRotten Tomatoesで肯定的評価の認証を受けるとともに、中国メディアから「結局のところ、罪と罰や善と悪についての歴史的結論はこの映画が語りたいことではなく、この映画の物語にあるのは政治化された視点ではなく完全に市民の視点である。歴史の節目に道徳上の判断を下すのではなく、普通の人々の情感と悲劇を真に表現するものである」と受けとめられた。また本作品は、浄土真宗本願寺派の広島市連絡協議会が開催したイベントでトークショーのテーマとして取り上げられ、「われわれの存在がはかない分、いとおしさを感じさせられた」と評される一方で、SIGNIS JAPAN（カトリック・メディア協議会）から日本カトリック映画賞を受賞し、「映画を観たとき、今という時間や生活、そして一人ひとりを大切にしなければと思いました。一人ひとりのうちに秘められた尊さをもっと大切にしたい」と評されるなど、宗教観を異にする各宗教団体から好意的に評価された。なお、監督の片渕は、米国公開に際して「この映画は政治的には中立的で、国籍や思想に関係なく見てもらえると思う」と述べている。

## 『この世界の（さらにいくつもの）片隅に』
『この世界の（さらにいくつもの）片隅に』（このせかいのさらにいくつものかたすみに）は、『この世界の片隅に』に対して、当初の絵コンテを見直しながら復活させるほか、新たなカットも加えることにより、約40分間の映像（250カット超）が追加されるバージョン。2019年公開。『この世界の片隅に』では描かれない秋の季節のエピソードなどが加わり、主人公すずの人間的な側面がより浮き彫りになるという。新たなタイトルは、従来のバージョンとは主題が異なる「もう一本の映画」としての意図を込めたもので、片渕の案をこうのが承諾したものである。作画監督の松原秀典によれば、168分という上映時間はアニメーション映画としては史上最長記録であるという。
『この世界の片隅に』の興行収入が10億円を達成すれば、当初の絵コンテに沿った長尺版を制作することがプロデューサーの真木により示唆されていた。条件の達成を受けて、長尺版の制作準備が2017年8月に開始され、2017年11月12日、公開1周年の舞台挨拶上で製作が正式に発表された。2018年7月26日、長尺版のタイトルが『この世界の（さらにいくつもの）片隅に』となり、2018年12月に公開されることが発表され、ティザーサイトが公開された。2018年10月19日、当初の想定以上に制作に時間を要しているため、公開時期を2019年に延期することが発表された。2019年3月29日、都内で行われたイベント内で公開日を2019年12月20日とすることが発表された。公開に先立って、11月4日に第32回東京国際映画祭にてワールドプレミアが行われ、11月22日に広島国際映画祭2019のオープニング作品として上映された（特別先行版／英語字幕。上映時間は159分。一般公開版では、さらに3つほどのシーンが加わる。）。
12月18日に一般公開版によるチャリティー試写会が行われた。この会には徳仁天皇、皇后雅子、愛子内親王が一家で出席し、片渕、のんと並んで座り鑑賞した。
『この世界の片隅に』の制作時に11歳であった稲葉菜月が演じる黒村晴美の声は、稲葉の変声を見越して、本作品で追加する台詞も『この世界の片隅に』の制作時に録音されていた。

### 登場人物・声の出演（追加）
『この世界の片隅に』と共通する登場人物は前節参照。
テルちゃん
声 - 花澤香菜
すずが遊郭で出会う九州出身の女性。

### スタッフ（追加）
- 原作：こうの史代『この世界の片隅に』（双葉社刊）
- 企画：丸山正雄
- 監督補・画面構成：浦谷千恵
- キャラクターデザイン・作画監督：松原秀典
- 音楽：コトリンゴ
- プロデューサー：真木太郎
- 監督・脚本：片渕須直
- 製作統括：ジェンコ
- 制作：MAPPA
- 配給：東京テアトル
- 後援：呉市・広島市／日本赤十字社
- 製作：2019「この世界の片隅に」製作委員会（朝日新聞社、AT-X、Cygames、TBSラジオ、東京カラーフォト・ウィングス、東京テアトル、東北新社、バンダイナムコアーツ、ビーエスフジ、双葉社、マック、MAPPA、ジェンコ）

### 興行成績（追加）
42館で公開された初週は、動員ランキング14位であった。
|                              | 動員数（万人） | 動員数（万人） | 動員数（万人） | 興行収入（億円） | 興行収入（億円） | 備考    |
| 週末                         | 週末           | 累計           | 週末           | 累計             |                  | 備考    |
| ---------------------------- | -------------- | -------------- | -------------- | ---------------- | ---------------- | ------- |
| 1週目の週末 (12月21日・22日) | 14位           | -              | 1.6            | -                | 0.23             | [ 465 ] |

### ネット配信（追加）
- 2020年8月5日、ネット配信サービスにおける配信が開始された[466]。

### ディスク媒体（追加）
- Blu-ray特装限定版、Blu-ray通常版、DVDが販売される（バンダイナムコアーツ、2020年9月25日）[467]。

### 評価（追加）
映画レビューサイトFilmarks（フィルマークス）の2019年12月第3週公開映画の初日満足度ランキング第1位（平均スコア4.48点／5点満点）／ぴあの2019年12月20日、21日公開の映画初日満足度ランキング第1位（満足度95.3点は『この世界の片隅に』の95.2点を上回る）とそれぞれ発表された。
キネマ旬報は須永貴子、山田耕大、吉田広明の映画評を掲載し、それぞれ5点、3点、5点（5点満点）を与えた。
文部科学省選定（対象：少年向き、青年向き、成人向き、家庭向き）、映画倫理機構年少者映画審議会推薦作品。

## 『〈片隅〉たちと生きる 監督・片渕須直の仕事』
『〈片隅〉たちと生きる 監督・片渕須直の仕事』（かたすみたちといきる かんとくかたぶちすなおのしごと）は、『この世界の片隅に』から約3年わたって片渕須直監督を追ったドキュメンタリー映画。2019年公開。12月13日より劇場公開され、12月18日よりネット配信が開始された。テーマ曲「かんとくさん」はコトリンゴによる書き下ろし。

### スタッフ（ドキュメンタリー）
- 監督：山田礼於
- 音楽：コトリンゴ
- 語り：中井貴惠
- 撮影：長田勇
- 製作：株式会社ジェンコ
- 制作協力：アトリエ・NOA
- プロデューサー：真木太郎、白木芳弘
- 共同配給：東京テアトル、ジェンコ

### ディスク媒体（ドキュメンタリー）
- 『この世界の（さらにいくつもの）片隅に』Blu-ray特装限定版の特典DISCに収録される（バンダイナムコアーツ、2020年9月25日）[467]。

## #あちこちのすずさん
「#あちこちのすずさん」は本映画をきっかけに作成されたNHKのテレビ番組及びプロジェクトキャンペーンである。
2018年8月1日、「クローズアップ現在＋」で『#あちこちのすずさん ～庶民がつづった戦争の記録～』を放送。雑誌「暮しの手帖」で特集された「戦中・戦後の暮しの記録」読者から寄せられた体験記や「#あちこちのすずさん」というハッシュタグでSNSや公式サイトを通じて視聴者から集まった思い出話などをスタジオで語り合う。。
その後も祖父母などからエピソードを聞きSNSに投降する「デジタル時代の戦争伝承」を続け、「#あちこちのすずさん」タグでSNSや公式サイトを通じて戦争にまつわる思い出話を募集。2019年8月10日の「NHKスペシャル」『あちこちのすずさん ～教えてください あなたの戦争～』では、投稿されたエピソードを元にアニメとナレーションで再現しまたスタジオで語りあった。ナレーションには本映画の主人公すずの声優、のんも参加している。翌年以降はこの形式の番組となっている。
NHKでは2019年8月、映画の地上波初放送を期に2020年8月の終戦75年に向けて、本作品にちなんだ大型キャンペーンである「#あちこちのすずさん」プロジェクトとして始動し本番組を含む複数の参加番組と共に放送した。このプロジェクトにはYahoo! JAPANや各新聞社など複数の企業が賛同し参加している。2020年8月に2回目の放送にあたり、終戦75年の大型キャンペーンである「#あちこちのすずさんプロジェクト2020」を展開し複数の参加番組と共に放送することが決定した。このキャンペーン及び番組は規模を縮小しつつも2020年以降も続いている。

### 放送リスト
| 回 | 放送日         | 放送時間（JST）   | タイトル                                                             | 出演者 | 放送局  |
| -- | -------------- | ----------------- | -------------------------------------------------------------------- | --- | ------- |
| 1  | 2018年8月1日   | 水曜19:30 - 19:57 | クローズアップ現代+ #あちこちのすずさん 〜庶民がつづった戦争の記録〜 | 片渕須直、千原ジュニア、武田真一 、田中泉                                                                      | NHK総合 |
| 2  | 2019年8月10日  | 土曜21:00 - 21:49 | NHKスペシャル ＃あちこちのすずさん〜教えてください あなたの戦争〜    | 千原ジュニア、片渕須直、八乙女光・伊野尾慧（Hey! Say! JUMP）、広瀬すず、語り：松嶋菜々子                       | NHK総合 |
| 3  | 2020年8月13日  | 木曜22:00 - 23:13 | ＃あちこちのすずさん〜教えてください あなたの戦争〜                  | 千原ジュニア、片渕須直、八乙女光・伊野尾慧（Hey! Say! JUMP）、司会：近江友里恵、語り：のん、細谷佳正、尾身美詞 | NHK総合 |
| 4  | 2021年8月12日  | 木曜19:30 - 20:42 | #あちこちのすずさん2021〜教えてください あなたの戦争〜               | 千原ジュニア、片渕須直、八乙女光・伊野尾慧（Hey! Say! JUMP）、長濱ねる、朗読：のん、小野大輔、尾身美詞         | NHK総合 |
| 5  | 2022年8月12日  | 金曜19:30 - 20:42 | #あちこちのすずさん2022 今、戦争を見つめてみる                       | 千原ジュニア、片渕須直、伊野尾慧（Hey! Say! JUMP）、黒柳徹子、池田エライザ                                     | NHK総合 |
| 6  | 2022年12月24日 | 土曜19:30 - 20:42 | #あちこちのすずさん2022・冬 いま戦争を身近に考える                   | 鈴木奈穂子 、国際基督教大学の皆さん 、東京学芸大学の皆さん                                                     | NHK BS1 |

### 連動番組
- あさイチ
  - アニメで描く!戦争中の恋・オシャレ・涙…夏企画＃あちこちのすずさん（2019年8月28日）
  - #あちこちのすずさん〜戦争中の暮らしの記憶〜（2020年8月26日）

- 土曜スタジオパーク ＃あちこちのすずさん特集（2020年7月25日）

- BS1スペシャル 
  - ＃あちこちのすずさん 知らなかった戦争（2020年12月20日）
  - ＃あちこちのすずさん〜私たちが伝える戦争〜（2021年12月21日）

- 沼にハマってきいてみた 八乙女光登場!10代が伝える“＃あちこちのすずさん”（2021年8月9日）

ほか

## 関連商品

### 音楽
- 劇場アニメ「この世界の片隅に」オリジナルサウンドトラック[116]（作曲：コトリンゴ、発売元：フライングドッグ、販売元：ビクターエンタテインメント、2016年11月9日）[114][104]
- ピアノミニアルバム 映画「この世界の片隅に」〈公式楽譜集〉（ヤマハミュージックメディア、2017年3月17日）、ISBN 978-4-636-94544-7
- 「この世界の片隅に」さらにいくつものサウンドトラック（作曲：コトリンゴ、発売元：フライングドッグ、販売元：ビクターエンタテインメント、2019年12月18日）[478]

### 書籍

#### 公式資料など
- 『この世界の片隅に』公式アートブック[479]（宝島社、2016年9月14日）、ISBN 978-4-8002-5560-0
- 『この世界の片隅に』劇場アニメ公式ガイドブック[480]（双葉社、2016年10月30日）、ISBN 978-4-575-31188-4
- 『この世界の片隅に』劇場アニメ絵コンテ集（双葉社、2016年11月4日）、ISBN 978-4-575-31187-7
- 『この世界の片隅に』劇場アニメ原画集（双葉社、2017年11月10日）、ISBN 978-4-575-31313-0
- 『のん、呉へ。2泊3日の旅』〜「この世界の片隅に」すずがいた場所〜[212][481]（双葉社、2016年12月16日）、ISBN 978-4-575-31210-2
- 『ありがとう、うちを見つけてくれて』「この世界の片隅に」公式ファンブック（双葉社、2017年7月28日）、ISBN 978-4-575-94506-5
  - 著：こうの史代 他
  - 寄稿など：青木俊直、北崎拓、さべあのま、清野とおる、高橋留美子、ちばてつや、とだ勝之、二ノ宮知子、ひうらさとる、ヤマザキマリ、ゆうきまさみ、吉田戦車、ユースケ・サンタマリア、篠原ともえ、磯見仁月、イトカツ、犬山紙子、宇仁田ゆみ、大澄剛、大西巷一、おざわゆき、おりはらさちこ、きらたかし、桐沢十三、紅林直、河野那歩也、小玉ユキ、後藤羽矢子、ゴトウユキコ、近藤ようこ、篠原健太、菅原敬太、鈴木健也、仙道ますみ、たかの宗美、田亀源五郎、武富健治、たなか亜希夫、田中圭一、谷川史子、釣巻和、凸ノ高秀、とり・みき、永野のりこ、西島大介、能田達規、のりつけ雅春、ひらのりょう、広江礼威、ふみふみこ、古谷三敏、星里もちる、ぽんとごたんだ、村上たかし、森繁拓真、杜野亜希、山科ティナ、山中虎鉄、山名沢湖、山本直樹、吉本浩二、若杉公徳、私屋カヲル、いとうせいこう、犬童一心、歌広場淳、小池一夫、水道橋博士、髙樹のぶ子、中川大地、中島かずき、中山七里、西田尚美、東出昌大、町山智浩、松江哲明、柳下毅一郎、竜騎士07、片渕須直、こうの史代、のん、コトリンゴ、細谷佳正、尾身美詞、小野大輔、潘めぐみ、岩井七世、牛山茂、新谷真弓、川越スカラ座、呉ポポロシアター、テアトル新宿、福知山シネマ
- 『この世界の(さらにいくつもの)片隅に 公式アートブック さらにいくつもの増補』（宝島社、2019年12月7日）、ISBN 978-4-800-29011-3
- 『この世界の片隅に 絵コンテ[最長版]上巻』（スタイル、2019年12月20日）、ISBN 978-4-902-94830-1
- 『この世界の片隅に 絵コンテ[最長版]下巻』（スタイル、2019年12月20日）、ISBN 978-4-902-94831-8
- 『この世界の(さらにいくつもの)片隅に』劇場アニメ公式ガイドブック（双葉社、2020年1月30日）、ISBN 978-4-575-31528-8
- 『この世界の（さらにいくつもの）片隅に　美術画集』（ビー・エヌ・エヌ新社、2020年10月14日）、ISBN 978-4-8025-1186-5

#### 小説
蒔田陽平によるノベライズ版が発売されている。映画版の脚本、絵コンテ、および原作漫画を元にした小説化作品。
物語冒頭のできごとが「昭和8年12月22日」と設定されたり、昭和20年3月19日における呉軍港空襲でカラフルな対空砲火を目撃したすずの心理描写が描かれたりするなど、映画版の設定や描写が取り入れられている一方（「#原作との相違点」を参照）、映画版では描かれない、原作漫画のリンにまつわる一連のエピソードが取り入れられている。昭和20年8月15日の玉音放送の場面は、朝鮮語で歌われる「蛍の光」の歌声を耳にしたすずが、映画版の台詞に原作漫画の台詞を続けるという、映画版と原作漫画を折中した描写となっている。
- 『ノベライズ この世界の片隅に』原作 こうの史代、ノベライズ 蒔田陽平 （双葉文庫、2016年10月13日）、ISBN 978-4-575-51943-3
- 『ノベライズ この世界の片隅に』原作 こうの史代、ノベライズ 蒔田陽平 （双葉社ジュニア文庫、2016年12月22日）、ISBN 978-4-575-24012-2

#### アニメ絵本
- 『この世界の片隅に』（徳間アニメ絵本、徳間書店、2019年3月8日）、ISBN 978-4-19-864769-8

#### 作品評・作品分析
- 『ユリイカ』2016年11月号「特集＝こうの史代」[483]（青土社、2016年10月27日）、ISBN 978-4-7917-0317-3
- 『二つの「この世界の片隅に」-マンガ、アニメーションの声と動作-』細馬宏通 著（青土社、2017年9月7日）、ISBN 978-4-791-77003-8
  - スペシャル対談 片渕須直×細馬宏通トークセッション-「この世界の片隅に」の、そのまた片隅に
- 『「この世界の片隅に」の人間像 -「修身」・「図画」と戦時下の日常生活』幸津國生 著（花伝社、2018年1月6日）、ISBN 978-4-763-40841-9
- 『今日を生き延びるためにアニメーションが教えてくれること』佐分利奇士乃 著（学芸みらい社、2018年12月25日）、ISBN 978-4-908-63797-1
  - 特別対談 作品の舞台に観る者を招き入れる-アニメーションの見方の「新しい尺度」をさぐる（片渕須直監督×佐分利奇士乃）
- 『モデルグラフィックス』2019年4月号【巻頭特集】模型で読み解く『この世界の(さらにいくつもの)片隅に』（大日本絵画、2019年2月25日）
- 『「この世界の片隅」を生きる 〜広島の女たち〜』堀和恵 著（郁朋社、2019年7月24日）、ISBN 978-4-873-02700-5
- 『「この世界の片隅に」こうの史代 片渕須直 対談集 さらにいくつもの映画のこと』（文藝春秋、2019年11月29日）、ISBN 978-4-163-91135-9
- 『片渕須直』（文藝別冊、河出書房新社、2019年12月19日）、ISBN 978-4-309-97988-5

### その他
- 「この世界の片隅に」すずさんボイス付きLINEスタンプ[484]（作画：浦谷千恵、演出：片渕須直、声：のん）
- 「この世界の片隅に」公式カレンダー 2017（ほるぷ出版、2016年12月31日）、ISBN 978-4-593-19101-7
- 「この世界の片隅に」公式カレンダー 2018（クロブルエ・ジェンコ、2017年12月30日）、ISBN 978-4-907-30167-5（4月始まり ISBN 978-4-907-30171-2）
- 「ねんどろいど すずさん」（グッドスマイルカンパニー、発売：2018年4月、公式オンラインショップでの予約受付：2017年10月24日～11月22日）[485]
- miniQ「この世界の（さらにいくつもの）片隅に」ヴィネットコレクション（海洋堂、2019年11月）[486]